# Cnemaspis
Cnemaspis är ett släkte av ödlor. Cnemaspis ingår i familjen geckoödlor.
Släktets arter förekommer främst i Asien och några hittades i Afrika. De lever vanligen i skogar eller i andra områden med trädansamlingar.
Huvudet kännetecknas av stora ögon med runda pupiller. Flera släktmedlemmar har en fläckig ovansida och hos många ungar samt hos några vuxna exemplar finns en gul undersida. Individerna klättrar främst på träd eller klippor. Aktivitetstiden är inte utredd för de flesta arterna.

## Arter tillCnemaspis, i alfabetisk ordning[1]
- Cnemaspis affinis
- Cnemaspis africana
- Cnemaspis alantika
- Cnemaspis alwisi
- Cnemaspis anaikattiensis
- Cnemaspis argus
- Cnemaspis assamensis
- Cnemaspis barbouri
- Cnemaspis baueri
- Cnemaspis beddomei
- Cnemaspis boiei
- Cnemaspis boulengerii
- Cnemaspis chanthaburiensis
- Cnemaspis dezwaani
- Cnemaspis dickersoni
- Cnemaspis dilepis
- Cnemaspis dringi
- Cnemaspis flavolineata
- Cnemaspis gigas
- Cnemaspis goaensis
- Cnemaspis heteropholis
- Cnemaspis indica
- Cnemaspis indraneildasii
- Cnemaspis jacobsoni
- Cnemaspis jerdonii
- Cnemaspis kandiana
- Cnemaspis kendallii
- Cnemaspis koehleri
- Cnemaspis kumarasinghei
- Cnemaspis kumpoli
- Cnemaspis limi
- Cnemaspis littoralis
- Cnemaspis modiglianii
- Cnemaspis molligodai
- Cnemaspis nairi
- Cnemaspis nigridia
- Cnemaspis occidentalis
- Cnemaspis ornata
- Cnemaspis otai
- Cnemaspis permanggilensis
- Cnemaspis petrodroma
- Cnemaspis phuketensis
- Cnemaspis podihuna
- Cnemaspis quattuorseriata
- Cnemaspis ranwellai
- Cnemaspis retigalensis
- Cnemaspis samanalensis
- Cnemaspis scalpensis
- Cnemaspis selenolagus
- Cnemaspis siamensis
- Cnemaspis sisparensis
- Cnemaspis spinicollis
- Cnemaspis timoriensis
- Cnemaspis tropidogaster
- Cnemaspis uzungwae
- Cnemaspis whittenorum
- Cnemaspis wynadensis
- Cnemaspis yercaudensis